# Somerset (graafschap)
Somerset (historisch ook: Somersetshire) is een shire-graafschap (non-metropolitan county OF county) van Engeland, met als hoofdstad Taunton. Het ligt aan het Kanaal van Bristol, en grenst aan de graafschappen Devon en Dorset in het zuiden; Wiltshire in het oosten; en Bristol en Gloucestershire in het noorden. Somerset bestaat voornamelijk uit landelijk gebied met glooiende heuvels.

## Etymologie
De naam Somerset is afkomstig uit het Oudengels en is afgeleid van het woord Sumortūnsǣte.

## Geschiedenis
Het vlakke drasland van de Somerset levels, voornamelijk de hoger gelegen droge gebieden van het huidige Glastonbury en Brent Knoll, werden al in de Steentijd bewoond. De grotten in de Mendip Hills boden in het neolithicum beschutting aan de jager-verzamelaars. Archeologisch onderzoek in Somerset heeft het bestaan van talloze heuvelforten uit het IJzeren tijdperk aangetoond, waarvan sommige, zoals Cadbury Castle, tijdens de middeleeuwen opnieuw in gebruik werden genomen. De geneeskrachtige warme bronnen, uitgebouwd tot thermen maakten van Bath een belangrijke Romeinse site. Somerset en het zuidelijker gelegen Dorset wisten tot 845 de Saksen buiten de deur te houden. Na de Normandische verovering van Engeland werd Somerset opgedeeld in 700 heerlijkheden, waarvan de meeste in het bezit kwamen van het koninklijk huis.
Gedurende de Engelse Burgeroorlog steunde Somerset koning Karel I. De Monmouth-opstand van 1685 vond plaats in Somerset en Dorset; de opstandelingen werden door het koninklijk leger verslagen bij de Slag bij Sedgemoor.
Traditioneel gezien ligt de noordelijke grens van het graafschap langs de rivier de Avon, maar door de groei van de stad Bristol ligt de bestuurlijke grens nu verder naar het zuiden.

## Overheid
Het ceremonieel graafschap Somerset bestaat uit een niet-stedelijk graafschap en twee unitary authorities. Somerset is onderverdeeld in vijf districten (Mendip, Taunton Deane, Sedgemoor, South Somerset en West Somerset). Op 1 april 1996, toen het graafschap Avon ophield te bestaan, werden de twee unitary authorities, North Somerset en Bath and North East Somerset, toegevoegd.
In 2019 werden Taunton Deane en Somerset West samengevoegd. In 2023 volgt een herschikking tot drie unitary authorities.

## Overzicht districten
| Lokaal bestuurde gebieden en plaatsen | Lokaal bestuurde gebieden en plaatsen |
| Nr.                                   | Unitary                               |
| ------------------------------------- | ------------------------------------- |
| 1                                     | Somerset (unitary authority)          |
| 2                                     | North Somerset                        |
| 3                                     | Bath and North East Somerset          |

| Detailkaart |
| ----------- |
|             |

| Lokaal bestuurde gebieden en plaatsen | Lokaal bestuurde gebieden en plaatsen            | Lokaal bestuurde gebieden en plaatsen            |               |
| Nr.                                   | District/Unitary                                 | District/Unitary                                 |               |
| ------------------------------------- | ------------------------------------------------ | ------------------------------------------------ | ------------- |
| 1                                     | South Somerset                                   | South Somerset                                   |               |
| 2                                     | Somerset West and Taunton                        | Taunton Deane                                    |               |
| 3                                     | Somerset West and Taunton                        | West Somerset                                    | West Somerset |
| 4                                     | Sedgemoor                                        | Sedgemoor                                        |               |
| 5                                     | Mendip                                           | Mendip                                           |               |
| 6                                     | Bath and North East Somerset (unitary authority) | Bath and North East Somerset (unitary authority) |               |
| 7                                     | North Somerset (unitary authority)               | North Somerset (unitary authority)               |               |

| Detailkaart |
| ----------- |
|             |

## Klimaat
Net zoals de andere gebieden in Zuidwest-Engeland kent Somerset een mild zeeklimaat, waardoor het er gemiddeld natter en milder is dan in de rest van het land. De gemiddelde temperatuur in januari is 2 °C; in juli is dat 21 °C. De gunstige ligging ten opzichte van de Azoren zorgt met name in de zomer voor hogedrukgebieden.

## Economie
Somerset is weinig geïndustrialiseerd. Bridgwater ontwikkelde zich ten tijde van de Industriële revolutie tot de belangrijkste haven van de regio. Landbouw is nog steeds een belangrijke bron van inkomsten voor het graafschap. Somerset stond vroeger bekend om zijn appelboomgaarden, en blijft tot de dag van vandaag verbonden aan de productie van appelcider. De ongerepte natuur lokt veel toeristen naar Somerset, voornamelijk naar de kuststeden, de Mendip Hills, Exmoor National Park en Glastonbury.

## Belangrijkste steden en dorpen

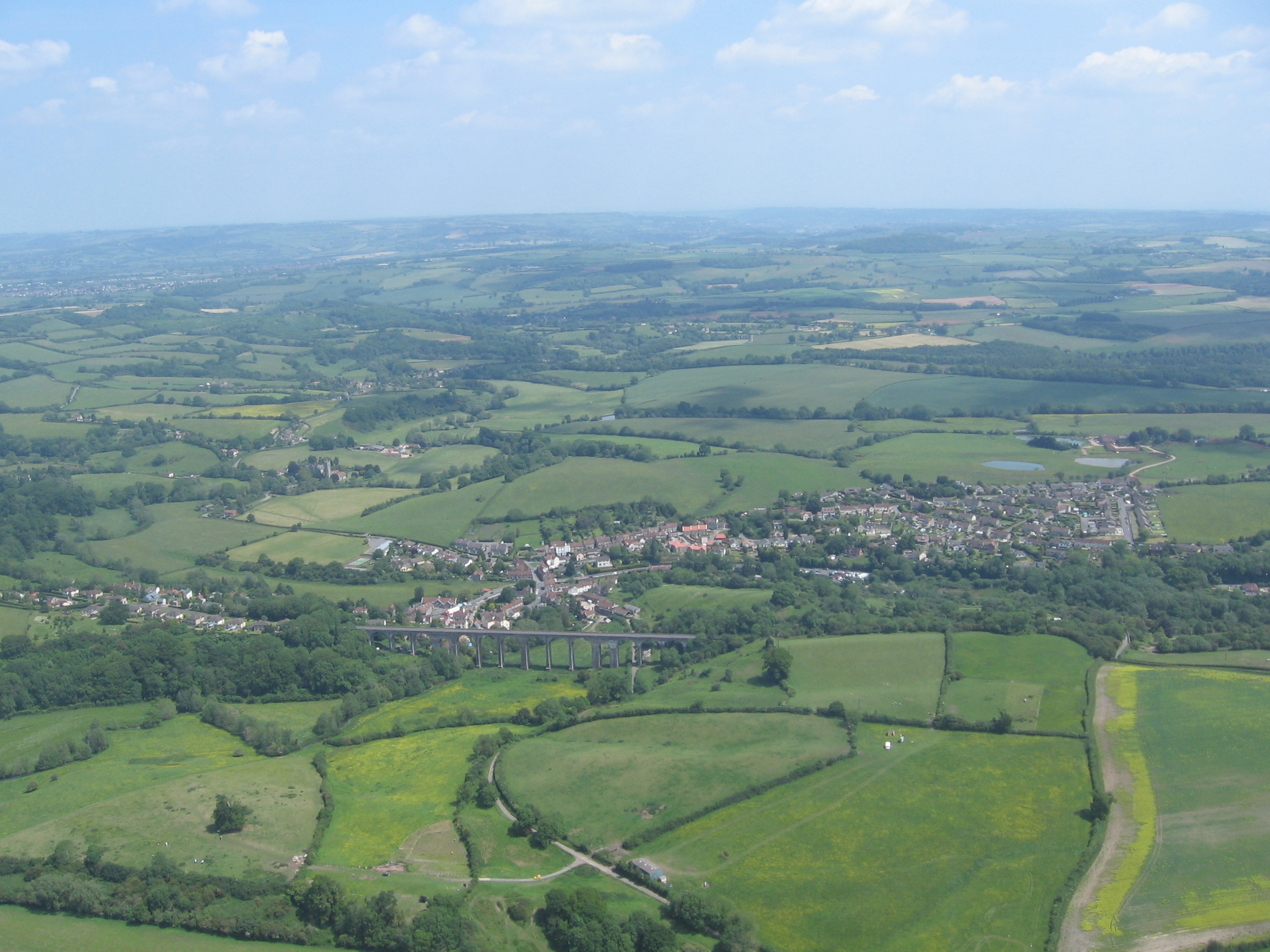
Landschap nabij Pensford

Bath en Wells zijn de enige steden in Somerset met stadsrechten. Voordat Taunton de hoofdstad van het graafschap werd, was deze rol toebedeeld aan Somerton. De namen van de meeste steden en dorpen zijn van oorsprong Angelsaksisch.
| - Axbridge - Bath - Bishops Hull - Bishops Lydeard - Bridgwater - Brympton - Bruton - Burnham-on-Sea - Castle Cary - Chard - Cheddar - Comeytrowe - Crewkerne - Frome - Glastonbury - Ilminster | - Martock - Meare - Minehead - North Petherton - Norton Radstock - Shepton Mallet - Somerton - South Petherton - Street - Taunton - Watchet - Wellington - Wells - Weston-super-Mare - Wincanton - Yeovil |

## Trekpleisters
- Cheddar Gorge
- Glastonbury Abbey
- Glastonbury Tor
- Mendip Hills

## Geboren
- Roger Bacon (ca. 1214-ca. 1294), wetenschapper
- John Pym (1584-1643), revolutionair politicus
- Robert Blake (1599-1657), admiraal
- John Locke (1632-1704), filosoof
- William Dampier (1651-1715), piraat en ontdekkingsreiziger
- Thomas Young (1773-1829), wetenschapper
- Charles Brooke (1829-1917), radja van Sarawak
- John Cleese (1939), acteur, komiek en filmmaker
- Richard Fox (1960), kanovaarder

Bedfordshire · Berkshire · City of Bristol · Buckinghamshire · Cambridgeshire · Cheshire · Cornwall · Cumbria · Derbyshire · Devon · Dorset · Durham · East Riding of Yorkshire · East Sussex · Essex · Gloucestershire · Greater London · Greater Manchester · Hampshire · Herefordshire · Hertfordshire · Isle of Wight · Kent · Lancashire · Leicestershire · Lincolnshire · City of London · Merseyside · Norfolk · Northamptonshire · Northumberland · North Yorkshire · Nottinghamshire · Oxfordshire · Rutland · Shropshire · Somerset · South Yorkshire · Staffordshire · Suffolk · Surrey · Tyne and Wear · Warwickshire · West Midlands · West Sussex · West Yorkshire · Wiltshire · Worcestershire
Overig: Stedelijke en niet-stedelijke graafschappen · Traditionele graafschappen
Bath and North East Somerset* · Bedfordshire · Berkshire · Blackburn & Darwen* · Blackpool* · Bournemouth* · Brighton & Hove* · Bristol* · Buckinghamshire · Cambridgeshire · Cheshire · Cornwall · Cumbria · Darlington* · Derby* · Derbyshire · Devon · Dorset · Durham · East Riding of Yorkshire* · East Sussex · Essex · Gloucestershire · Greater London · Greater Manchester · Halton* · Hampshire · Hartlepool* · Herefordshire* · Hertfordshire · Hull* · Isle of Wight* · Kent · Lancashire · Leicester* · Leicestershire · Lincolnshire · Luton* · Medway* · Merseyside · Middlesbrough* · Milton Keynes* · Norfolk · Northamptonshire · Northumberland · North East Lincolnshire* · North Lincolnshire * · North Somerset* · North Yorkshire · Nottingham* · Nottinghamshire · Oxfordshire · Peterborough* · Plymouth* · Poole* · Portsmouth* · Redcar & Cleveland* · Rutland* · Shropshire · Somerset · Southend-on-Sea* · Southampton* · South Gloucestershire* · South Yorkshire · Staffordshire · Stockton-on-Tees* · Stoke-on-Trent* · Suffolk · Surrey · Swindon* · Telford & Wrekin* · Thurrock* · Torbay* · Tyne & Wear · Warrington* · Warwickshire · West Midlands · West Sussex · West Yorkshire · Wiltshire · Worcestershire · York* 
Overig: Ceremoniële graafschappen · Traditionele graafschappen
Bedfordshire · Berkshire · Buckinghamshire · Cambridgeshire · Cheshire · Cornwall · Cumberland · Derbyshire · Devon · Dorset · Durham · Essex · Gloucestershire · Hampshire · Herefordshire · Hertfordshire · Huntingdonshire · Kent · Lancashire · Lincolnshire · Leicestershire · Middlesex · Norfolk · Northamptonshire · Northumberland · Nottinghamshire · Oxfordshire · Rutland · Shropshire · Somerset · Staffordshire · Suffolk · Surrey · Sussex · Warwickshire · Westmorland · Wiltshire · Worcestershire · Yorkshire
Overig: Stedelijke en niet-stedelijke graafschappen · Traditionele graafschappen